# Brøde
Brøde (norwegisch für Brotlaib) ist eine kleine, runde und mit Tussock bewachsene Insel an der Südspitze Südgeorgiens. Sie liegt 1,5 km südwestlich von Green Island.
Der britische Seefahrer und Entdecker James Cook kartierte sie 1775 bei seiner zweiten Südseereise (1772–1775). Der deutsche Forschungsreisende Ludwig Kohl-Larsen nahm bei seiner von 1928 bis 1930 dauernden Expedition eine grobe Vermessung der Insel vor und benannte sie als Hauptinsel. Der South Georgia Survey berichtete im Zuge einer Vermessung zwischen 1951 und 1952, dass unter Wal- und Robbenfängern die deskriptive norwegische Benennung seit langem etabliert ist. Das Advisory Committee on Antarctic Names bestätigte diese Benennung im Jahr 1956.